# Concours par équipes hommes aux championnats du monde de gymnastique artistique
Le concours général par équipes est l'épreuve inaugurale des Championnats du monde de gymnastique artistique. L'épreuve ne s'est pas tenue en 1992, 1993, 1996, 2002, 2005, 2009, 2013 et 2017. En 1994, des championnats du monde par équipes sont organisés à côté des championnats du monde individuels. C'est la seule année où cette séparation est mise en œuvre.
Trois médailles sont décernées : la médaille d'or pour la première place, la médaille d'argent pour la deuxième place, et la médaille de bronze pour la troisième place. Il n'y a jamais eu de cas d'égalité. En cas d'égalité entre deux gymnastes, la place est attribuée aux deux sportifs et la position suivante (seconde si égalité pour la première place, troisième si égalité en seconde place) est laissée vacante. Si trois gymnastes sont ex æquo, les deux places suivantes sont laissées vacantes.

## Médaillés
| Édition   | Lieu                                       | Or | Argent | Bronze |
| --------- | ------------------------------------------ | --- | --- | --- |
| 1903      | Anvers                                     | FRA Allégre, Joseph Bollet, Georges Charmoille, Daube, Georges Dejaeghere, Jules Lecoutre, Joseph Lux, Joseph Martinez, Pierre Payssé                           | BEL Jan Calson, Eugene Dua, Charles Lannie, Paul Mangin, Auguste van Ackere, Albert van de Roye, Charles van Hulle              | LUX Andre Bordang, Antoine Bordang, Paul Fournelle, Francois Hentges, Albert Kayser, Theodore Kimmes, Nicolas Kummer, Jean Lacaff, Martin Müller |
| 1905      | Bordeaux                                   | FRA Georges Dejagere, Lucien Démanet, Marcel Lalu, Daniel Lavielle, Joseph Martinez, Pierre Payssé                                                              | NED F.J.W. Lambert, J.H. Reeder, J.H.A.G. Schmitt                                                                               | BEL Jean de Hoe, Paul Mangin, Auguste van Ackere, Albert van de Roye, Leon van de Roye, Vital Verdickt                                           |
| 1907      | Prague                                     | BOH Joseph Czada, Frantisek Erben, Bohumil Honzátko, Karel Sal, Josef Seidl, Karel Stary                                                                        | FRA Joseph Castiglioni, Georges Charmoille, Joseph Lux, Jules Rolland, Louis Segura, Francois Vidal                             | BEL Herman Carsau, Louis de Winter, Paul Giesenfeld, Karel Lannie, Paul Mangin, Leo Pouwels                                                      |
| 1909      | Luxembourg                                 | FRA Joseph Castiglioni, Auguste Castille, Armand Coidelle, Joseph Martinez, Louis Ségura, Marco Torrès                                                          | BOH Joseph Czada, Frantisek Erben, Frantisek Machovsky, Frantisek Mracek, Karel Stary, Ferdinand Steiner                        | Italie Pietro Borghi, Alberto Braglia, Otello Capitani, Angelo Mazzoncini, Guido Romano, Giorgio Zampori                                         |
| 1911      | Turin                                      | BOH Joseph Czada, Frantisek Erben, Karel Pitl, Karel Stary, Ferdinand Steiner, Svatopluk Svoboda                                                                | FRA Antoine Costa, Dominique Follacci, J. Labeeu, Jules Lecoutre, M. Maucurier, Marco Torrès                                    | Italie Pietro Bianchi, Francesco Loy, Osvaldo Palazzi, Guido Romano, Paolo Salvi, Giorgio Zampori                                                |
| 1913      | Paris                                      | BOH Joseph Czada, Václav Donda, Robert Prazák, Karel Stary, Ferdinand Steiner, Josef Sykora                                                                     | FRA N. Aubry, Ben Sadoun, Laurent Grech, Marquelet, Louis Segura, Marco Torrès                                                  | Italie Pietro Bianchi, Guido Boni, Osvaldo Palazzi, Guido Romano, Paolo Salvi, Giorgio Zampori                                                   |
| 1915-1917 | N'a pas eu lieu (Première Guerre mondiale) | N'a pas eu lieu (Première Guerre mondiale) | N'a pas eu lieu (Première Guerre mondiale)                                                                                      | N'a pas eu lieu (Première Guerre mondiale) |
| 1922      | Ljubljana                                  | TCH Stanislav Indruch, Miroslav Karásek, Miroslav Klinger, Josef Maly, Frantisek Pechácek, Frantisek Vanecek                                                    | YUG Stane Derganc, Slavko Hlastan, Leon Stukelj, Peter Sumi, Vladimir Simoncic, Stane Vidmar                                    | FRA Jean Gounot, Louis-Charles Marty, Jacques Moser, Robert Morin, Alexandre Pannetier, Marco Torrès                                             |
| 1926      | Lyon                                       | TCH Josef Effenberger, Jan Gajdos, Jan Karafiát, Frantisek Pechácek, Ladislav Riessner, Bedrich Supcik, Ladislav Vácha, Václav Vesely                           | YUG Stane Derganc, Miha Osvald, Josip Primosic, Leon Stukelj, Peter Sumi, Srecko Srsen, Stane Vidmar, Oton Zupan                | FRA François Gangloff, Marcel Gorisse, Jean Gounot, Ernest Heeb, Alfred Krauss, Armand Solbach                                                   |
| 1930      | Drapeau du Luxembourg                      | TCH Josef Effenberger, Jan Gajdos, Emmanuel Löffler, Julius Rybak, Bedrich Supcik, Ladislav Tikal, Jindrich Tintera, Ladislav Vácha                             | FRA Louis Castelli, Jean Chanteur, Jean Gounot, Marcel Itten, Alfred Krauss, Georges Leroux, Maurice Rousseau, Armand Solbach   | YUG Rafael Ban, Boris Gregorka, Anton Malej, Josip Primosic, Leon Stukelj, Peter Sumi, Neli Zupancic, Stane Zilic                                |
| 1934      | Budapest                                   | SUI Walter Bach, Hans Grieder, Hermann Hänggi, Eugen Mack, Georges Miez, Eduard Steinemann, Josef Walter, Melchior Wezel                                        | TCH Jaroslav Baroch, Jan Gajdos, Alois Hudec, Jaroslav Kollinger, Emanuel Löffler, Jan Sládek, Ladislav Tikal, Jindrich Tintera | GER Franz Beckert, Konrad Frey, Kurt Krötzsch, Fritz Limburg, Herbert Lorenz, Heinz Sandrock, Walter Steffens, Ernst Winter                      |
| 1938      | Prague                                     | TCH Jan Gajdos, Gustav Hruby, Alois Hudec, Emanuel Löffler, Josef Novotny, Vratislav Petrácek, Jan Sládek, Jindrich Tintera                                     | SUI Albert Bachmann, Siegbert Bader, Walter Beck, Eugen Mack, Hans Nägelin, Michael Reusch, Guglielmo Schmid, Leo Schürmann     | YUG Stjepan Boltisar, Miroslav Forte, Boris Gregorka, Josip Kujundzic, Josip Primozic, Janez Pristov, Milos Skrbinsek, Josip Vadnav              |
| 1942      | N'a pas eu lieu (Seconde Guerre mondiale)  | N'a pas eu lieu (Seconde Guerre mondiale) | N'a pas eu lieu (Seconde Guerre mondiale)                                                                                       | N'a pas eu lieu (Seconde Guerre mondiale) |
| 1950      | Bâle                                       | SUI Marcel Adatte, Hans Eugster, Ernst Gebendinger, Jack Günthard, Walter Lehmann, Josef Stalder, Melchior Thalmann, Jean Tschabold                             | FIN Paavo Aaltonen, Veikko Huhtanen, Kalevi Laitinen, Kaino Lempinen, Olavi Rove, Heikki Savolainen, Esa Seesta, Kalevi Viskari | FRA Alphonse Anger, Raymond Badin, Marcel Dewolf, Raymond Dot, Lucien Masset, Michel Mathiot, Roger Pruvost, André Weingand                      |
| 1954      | Rome                                       | URS Albert Asarjan, Wiktor Tschukarin, Sergej Djajani, Jewgeni Korolkow, Walentin Muratow, Boris Schachlin, Grant Schaginjan, Wiktor Tschukarin, Iwan Wostrikow | JPN Akimoto Kaneko, Akihara Kono, Masami Kubota, Tatsumi Nabeya, Takashi Ono, Yoshiyuki Oshima, Masao Takemoto                  | SUI Hans Bründler, Oswald Bühler, Hans eugster, Jack Günthard, Hans Schwarzentruber, Josef Stalder, Melchior Thalmann, Jean Tschabold            |
| 1958      | Moscou                                     | URS Albert Asarjan, Walentin Lipatow, Walentin Muratow, Boris Schachlin, Pawel Stolbow, Juri Titow                                                              | JPN Nobuyuki Aihara, Akihara Kono, Takashi Ono, Masao Takemoto, Katsumi Terai, Shinsaku Tsukawaki                               | TCH Jaroslav Bim, Ferdinand Danis, Pavel Gajdos, Jindrich Mikulec, Josef Skvor, Karel Klecka                                                     |
| 1962      | Prague                                     | JPN Nobuyuki Aihara, Yukio Endo, Takashi Mitsukuri, Takashi Ono, Shuji Tsurumi, Haruhiro Yamashita                                                              | URS Waleri Kerdimilidi, Wiktor Leontjew, Wiktor Lissizki, Boris Schachlin, Pawel Stolbow, Juri Titow                            | TCH Pavel Gajdos, Karel Klecka, Premysl Krbec, Vaclav Kubicka, Ladislav Pazdera, Jaroslav Stastny                                                |
| 1966      | Dortmund                                   | JPN Yukio Endo, Takashi Kato, Takashi Mitsukuri, Akinori Nakayama, Shuji Tsurumi, Haruhiro Yamashita                                                            | URS Sergej Diomidow, Waleri Karasjow, Waleri Kerdimilidi, Boris Schachlin, Juri Titow, Michail Woronin                          | GDR Matthias Brehme, Gerhard Dietrich, Werner Dölling Siegfried Fülle, Erwin Koppe, Peter Weber                                                  |
| 1970      | Ljubljana                                  | JPN Takuji Hayata, Fumio Honma, Takashi Kato, Eizo Kenmotsu, Akinori Nakayama, Mitsuo Tsukahara                                                                 | URS Georgi Bogdanow, Sergej Diomidow, Waleri Karasjow, Wiktor Klimenko, Wiktor Lissizki, Michail Woronin                        | GDR Matthias Brehme, Gerhard Dietrich, Klaus Köste, Peter Kunze, Bernd Schiller, Wolfgang Thüne                                                  |
| 1974      | Varna                                      | JPN Fumio Honma, Hiroshi Kajiyama, Shigeru Kasamatsu, Sawao Kato, Eizo Kenmotsu, Mitsuo Tsukahara                                                               | URS Nikolai Andrianow, Eduard Mikaeljan, Wladimir Martschenko, Paat Schamugia, Wladimir Safronow, etc.                          | GDR Wolfgang Thüne, Rainer Hanschke, Bernd Jäger, Lutz Mack, Olaf Grosse, Wolfgang Klotz                                                         |
| 1978      | Strasbourg                                 | JPN Eizo Kenmotsu, Shigeru Kasamatsu, Hiroshi Kajiyama, Junishi Shimizu, Mitsuo Tsukahara, Shonzo Shiraishi                                                     | URS Nikolai Andrianow, Alexander Ditjatin, Alexander Tkatschew, Kryssin, Eduard Asarjan, Wladimir Markelow                      | GDR Roland Brückner, Michael Nikolay, Ralph Bärthel, Reinhard Rückriem, Lutz Mack, Ralf-Peter Hemmann                                            |
| 1979      | Fort Worth                                 | URS Alexander Dityatin Alexander Tkachyov Vladimir Markelov Nikolai Andrianov Nikolai Makuts Bogdan Akopian                                                     | JPN Hiroshi Kajiyama Eizo Kenmotsu Koji Gushiken Toshiomi Nishikii Nobuyuki Kajitani Shigeru Kasamatsu                          | USA Kurt Thomas Bart Conner Jim Hartung Larry Gerard Tim LaFleur Peter Vidmar                                                                    |
| 1981      | Moscou                                     | URS Yuri Korolev Bogdan Makuts Alexander Dityatin Alexander Tkachyov Artur Akopian Pavel Sut                                                                    | JPN Nobuyuki Kajitani Koji Gushiken Koji Sotomura Kiyoshi Goto Kyoji Yamawaki Toshiro Kanai                                     | CHN Tong Fei Li Ning Li Xiaoping Huang Yubin Peng Yaping Li Yuejiu                                                                               |
| 1983      | Budapest                                   | CHN Tong Fei Li Ning Lou Yun Xu Zhiquiang Li Xiaoping Li Yuejiu                                                                                                 | URS Dmitry Bilozerchev Artur Akopian Alexander Pogorelov Vladimir Artemov Yuri Korolev Bogdan Makuts                            | JPN Koji Gushiken Koji Sotomura Nobuyuki Kajitani Mitsuake Watanabe Noritoshi Hirata Shinji Morisue                                              |
| 1985      | Montréal                                   | URS Vladimir Artemov Yuri Korolev Valentin Mogilny Yury Balabanov Alexei Tikhonkikh Aleksandr Tumilovich                                                        | CHN Li Ning, Tong Fei, Yu Zhiqiang, Lou Yun, Yang Cueshan, Zou Limin                                                            | GDR Silvio Kroll, Ulf Hoffmann, Holger Behrendt, Sven Tippelt, Jörg Hasse, Zeig                                                                  |
| 1987      | Rotterdam                                  | URS Dmitry Bilozerchev Valeri Liukin Vladimir Artemov Yuri Korolev Vladimir Novikov Alexei Tikhonkikh                                                           | CHN Lou Yun, Li Ning, Wang Zhongsheng, Xu Zhiqiang, Li Chunyang, Guo Linxian                                                    | GDR Silvio Kroll, Sven Tippelt, Holger Behrendt, Maik Belle, Reichert, Ulf Hoffmann                                                              |
| 1989      | Stuttgart                                  | URS Igor Korobchinsky Vladimir Artemov Valentin Mogilny Vitaly Marinich Valery Belenky Vladimir Novikov                                                         | GDR Sven Tippelt, Silvio Kroll, Andreas Wecker, Jörg Behrend, Milbradt, Ambros                                                  | CHN Li Jing, Li Chunyang, Wang Zhongsheng, Ma Zheng, Li Ge, Guo Linxian                                                                          |
| 1991      | Indianapolis                               | URS Vitaly Scherbo Grigory Misutin Valeri Liukin Igor Korobchinsky Valery Belenky Alexei Voropaev                                                               | CHN Li Xiaoshuang, Li Chunyang, Li Jing, Guo Linyao, etc.                                                                       | GER Sylvio Kroll, Andreas Wecker, Ralf Büchner, Mario Franke, Jan-Peter Nikiferow, Andre Hempel                                                  |
| 1992      | Paris                                      | Pas de concours par équipes | Pas de concours par équipes | Pas de concours par équipes |
| 1993      | Birmingham                                 | Pas de concours par équipes | Pas de concours par équipes | Pas de concours par équipes |
| 1994      | Dortmund                                   | CHN Fan Hongbin Guo Linyao Huang Huadong Huang Liping Li Dashuang Li Xiaoshuang                                                                                 | RUS Aleksej Woropajew, Jewgeni Tschabajew, Aleksej Nemow, Dmitri Wasilenko,                                                     | UKR Igor Korobtschinski, Wladimir Schamenko, Grigori Misjutin, Rustam Tscharipow, Witali Marinitsch                                              |
| 1995      | Sabae                                      | CHN Fan Bin Huang Huadong Huang Liping Li Xiaoshuang Zhang Jinjing incomplet                                                                                    | JPN Hikaru Tanaka, Yoshiaki Hatakeda, Toshiharu Sato, Masayuki Matsunaga, Hiromasa Masuda, Masayoshi Maeda                      | ROU Nistor Sandro, Cristian Leric, Adrian Ianculescu, Nicu Stroia, Marius Urzica, Nicolae Bejenaru                                               |
| 1996      | San Juan                                   | Pas de concours par équipes | Pas de concours par équipes | Pas de concours par équipes |
| 1997      | Lausanne                                   | CHN Jian Shen Xiaopeng Li Huang Xu Yu-Fu Lu Junfeng Xiao Zhang Jinjing                                                                                          | BLR Aleksander Tschostak, Iwan Iwankow, Wladimir Kasperowitsch, Iwan Pawlowski, Witali Rudnitski, Aleksej Sinkewitsch           | RUS Aleksej Bondarenko, Jewgeni Chukow, Nikolai Krukow, Aleksej Nemow, Dmitri Wassilenko, Aleksej Woropajew                                      |
| 1999      | Tianjin                                    | CHN Dong Zhen Huang Xu Li Xiaopeng Lu Yufu Xing Aowei Yang Wei                                                                                                  | RUS Aleksej Bondarenko, Nikolai Krukow, Aleksej Nemow, Jewgeni Podgorni, Maksim Aljoschin, etc.                                 | BLR Iwan Iwankow, Dmitri Kasperowitsch, Aleksandr Krujilow, Aleksej Sinkewitsch, Aleksandr Tschostak, ..                                         |
| 2001      | Gand                                       | BLR Ivan Ivankov Alexander Kruzhylov Dimitri Kaspiarovich Vitali Valinchuk Denis Savenkov Alexei Sinkevich                                                      | USA Raj Bhavsar, Paul Hamm, Stephen McCain, Brett McClure, Sean Townsend, Guard Young                                           | UKR Roman Sosulja, Sergej Wialtsew, Alexander Switlitschy, Ruslam Mesentzew, Andrej Michailitschenko, Andrej Lipski, Alexander Beresch           |
| 2002      | Debrecen                                   | Pas de concours par équipes | Pas de concours par équipes | Pas de concours par équipes |
| 2003      | Anaheim                                    | CHN Huang Xu Li Xiaopeng Teng Haibin Xiao Qin Xing Aowei Yang Wei                                                                                               | USA Raj Bhavsar, Jason Gatson, Morgan Hamm, Paul Hamm, Brett McClure, Blaine Wilson                                             | JPN Takehiro Kashima, Hiroyuki Tomita, Naoya Tsukahara, Tatsuya Yamada                                                                           |
| 2005      | Melbourne                                  | Pas de concours par équipes | Pas de concours par équipes | Pas de concours par équipes |
| 2006      | Aarhus                                     | CHN Chen Yibing Liang Fuliang Zou Kai Feng Jing Xiao Qin Yang Wei                                                                                               | RUS Sergei Khorokhordin Maxim Deviatovski Nikolai Kryukov Yury Ryazanov Dimitri Gogotov Alexander Safoshkin                     | JPN Hiroyuki Tomita Takuya Nakase Eiichi Sekiguchi Hisashi Mizutori Takehito Mori Naoya Tsukahara                                                |
| 2007      | Stuttgart                                  | Chine Yibing Chen Xu Huang Fuliang Liang Wei Yang Qin Xiao Kai Zou                                                                                              | Japon Hiroyuki Tomita Shun Kuwahara Takuya Nakase Yosuke Hoshi Hisashi Mizutori Makoto Okiguchi                                 | Allemagne Fabian Hambüchen Thomas Andergassen Robert Juckel Eugen Spiridonov Marcel Nguyen Philipp Boy                                           |
| 2009      | Londres                                    | Pas de concours par équipes | Pas de concours par équipes | Pas de concours par équipes |
| 2010      | Rotterdam                                  | Chine Chen Yibing Feng Zhe Teng Haibin Yan Mingyong Lu Bo Zhang Chenglong                                                                                       | Japon Kohei Uchimura Koji Yamamuro Koji Uematsu Kazuhito Tanaka Kenya Kobayashi Tatsuki Nakashima                               | Allemagne Philipp Boy Fabian Hambuechen Thomas Taranu Evgenij Spiridonov Sebastian Krimmer Matthias Fahrig                                       |
| 2011      | Tokyo                                      | Chine Zou Kai Teng Haibin Chen Yibing Zhang Chenglong Feng Zhe Yan Mingyong                                                                                     | Japon Kōhei Uchimura Kazuhito Tanaka Kenya Kobayashi Koji Yamamuro Makoto Okiguchi Yusuke Tanaka                                | États-Unis Jacob Dalton Jonathan Horton Danell Leyva Steven Legendre Alexander Naddour John Orozco                                               |
| 2013      | Anvers                                     | Pas de concours par équipes | Pas de concours par équipes | Pas de concours par équipes |
| 2014      | Nanning                                    | Chine Cheng Ran Deng Shudi Lin Chaopan Liu Yang You Hao Zhang Chenglong                                                                                         | Japon Kōhei Kameyama Ryōhei Katō Shogo Nonomura Kenzō Shirai Yūsuke Tanaka Kōhei Uchimura                                       | États-Unis Jacob Dalton Danell Leyva Sam Mikulak Alexander Naddour John Orozco Donnell Whittenburg                                               |
| 2015      | Glasgow                                    | Japon Naoto Hayasaka Ryōhei Katō Kazuma Kaya Kenzō Shirai Yūsuke Tanaka Kōhei Uchimura                                                                          | Grande-Bretagne Brinn Bevan Daniel Purvis Louis Smith Kristian Thomas Max Whitlock Nile Wilson                                  | Chine Deng Shudi Lin Chaopan Liu Yang Xiao Ruoteng You Hao Zhang Chenglong                                                                       |
| 2017      | Montréal                                   | Pas de concours par équipes | Pas de concours par équipes | Pas de concours par équipes |
| 2018      | Doha                                       | Chine Deng Shudi Lin Chaopan Sun Wei Xiao Ruoteng Zou Jingyuan                                                                                                  | Russie David Belyavskiy Artur Dalaloyan Mykola Kuksenkov Dmitriy Lankin Nikita Nagornyy                                         | Japon Kazuma Kaya Kenzō Shirai Yūsuke Tanaka Wataru Tanigawa Kōhei Uchimura                                                                      |
| 2019      | Stuttgart                                  | Russie Denis Ablyazin David Belyavskiy Artur Dalaloyan Nikita Nagornyy Ivan Stretovich Vladislav Polyashov                                                      | Chine Deng Shudi Lin Chaopan Sun Wei Xiao Ruoteng Zou Jingyuan You Hao                                                          | Japon Daiki Hashimoto Yuya Kamoto Kazuma Kaya Kakeru Tanigawa Wataru Tanigawa Shogo Nonomura                                                     |
| 2021      | Kitakyūshū                                 | Pas de concours par équipes | Pas de concours par équipes | Pas de concours par équipes |
| 2022      | Liverpool                                  | Chine Sun Wei Yang Jiaxing You Hao Zhang Boheng Zou Jingyuan Su Weide                                                                                           | Japon Ryosuke Doi Daiki Hashimoto Yuya Kamoto Kakeru Tanigawa Wataru Tanigawa Kazuma Kaya                                       | Grande-Bretagne Joe Fraser James Hall Jake Jarman Giarnni Regini-Moran Courtney Tulloch Adam Tobin                                               |
| 2023      | Anvers                                     | Japon Kenta Chiba Daiki Hashimoto Kazuma Kaya Kazuki Minami Kaito Sugimoto Teppei Miwa                                                                          | Chine Lin Chaopan Liu Yang Su Weide Sun Wei You Hao Shi Cong                                                                    | États-Unis Asher Hong Paul Juda Yul Moldauer Fred Richard Khoi Young Colt Walker                                                                 |

## Tableau des médailles
Mis à jour après les championnats du monde de 2023.
| Rang  | Nation          | Or | Argent | Bronze | Total |
| ----- | --------------- | -- | ------ | ------ | ----- |
| 1     | Chine           | 13 | 5      | 3      | 21    |
| 2     | Russie          | 9  | 10     | 1      | 20    |
| 3     | Japon           | 7  | 10     | 5      | 22    |
| 4     | Tchécoslovaquie | 4  | 1      | 2      | 7     |
| 5     | France          | 3  | 4      | 3      | 10    |
| 6     | Bohême          | 3  | 1      | -      | 4     |
| 7     | Suisse          | 2  | 1      | 1      | 4     |
| 8     | Biélorussie     | 1  | 1      | 1      | 3     |
| 9     | États-Unis      | -  | 2      | 4      | 6     |
| 10    | Yougoslavie     | -  | 2      | 2      | 4     |
| 11    | Allemagne       | -  | 1      | 10     | 11    |
| 12    | Belgique        | -  | 1      | 2      | 3     |
| 13    | Grande-Bretagne | -  | 1      | 1      | 2     |
| 14    | Pays-Bas        | -  | 1      | -      | 1     |
| 14    | Finlande        | -  | 1      | -      | 1     |
| 16    | Italie          | -  | -      | 3      | 3     |
| 17    | Ukraine         | -  | -      | 2      | 2     |
| 18    | Roumanie        | -  | -      | 1      | 1     |
| 18    | Luxembourg      | -  | -      | 1      | 1     |
| TOTAL | TOTAL           | 42 | 42     | 42     | 126   |

## Source
- www.sport-komplett.de